# Gempol Sari (Bandung Kulon)
Gempol Sari is een bestuurslaag in het regentschap Kota Bandung van de provincie West-Java, Indonesië. Gempol Sari telt 22.353 inwoners (volkstelling 2010).